# Междуречье (Беляевский район)
Междуре́чье — село в Беляевском районе Оренбургской области России. Административный центр Раздольного сельсовета.

## История
В 1966 году указом Президиума Верховного Совета РСФСР посёлок фермы № 4 совхоза «Беляевский» переименован в Междуречье.

## Население
| 2010 |
| ---- |
| 424  |

## Улицы
| - ул. Гаражная, - ул. Лесная, - ул. Луговая, - ул. Набережная, | - ул. Степная, - ул. Центральная, - ул. Школьная. |